# ノヴェラ
NOVELA（ノヴェラ）は、日本のプログレッシブ・ロックバンド。関西出身で1980年にデビュー。前身であるScheherazade（シェラザード）についてもここで記述する。
1979年結成。1986年に解散したが、散発的に「同窓会」ライブを行うことがある。音楽評論家の伊藤政則は「ノヴェラ=ヴィジュアル系ルーツ説」のお墨付きを与えている。
少女マンガとの関係が深く、多田かおるの漫画『愛してナイト』のビーハイヴのモデルになったバンドでもある。
山田ミネコの「最終戦争伝説」のイメージアルバムを手がけたり、スラミス・ヴュルフィングや内田善美の美麗なイラストをジャケットに採用したりしている。このため、プログレバンドでは珍しく女性ファンが多く存在した。

## 音楽性
メンバーが関西HR/HMシーンで活躍していたこともあり、Scheherazade時代はANGEL、ユーライア・ヒープ、レインボー、ジューダス・プリースト等の影響を強く受けたプログレッシブ・メタルやメロディックスピードメタルに通じるサウンドであり、メンバー自身もプログレッシブ・ハードロックを自称していた。
NOVELA初期はScheherazadeや山水館の流れを汲むヘヴィネスや、ヴィジュアル面が関心を呼ぶ耽美的作風の強い傾向であったが、3rdアルバム『パラダイス・ロスト』でギターやシンセサイザーによる器楽曲的要素の深化により表現力が成長し、NOVELA独自の音世界を確立した。それ以降、メンバー脱退などが相次ぎ、五十嵐と永川の脱退後はニュー・ウェイヴの要素を取り入れ、ネオ・プログレの登場を予見したような作風へとシフトした。
新●月やマンドレイク解散後のジャパニーズプログレシーンの中心となったバンドであり、その後関係者やフォロワーによって同様の音楽性を持ったバンドが次々と登場し、これらをまとめてノヴェラ系ジャパグレと呼ばれたりもする。

## 来歴

### Scheherazade
1977年、ジギーの大久保寿太郎(Ba)によるメンバー募集に元飢餓同盟の平山照継(Gt)が応募し、その後同じくジギーの五十嵐久勝(Vo)、元週末放浪者の引頭英明(Dr)と青方均(Key)を誘い結成。当初はパンドラというバンド名だった。
翌年バンドを趣味と割り切っていた引頭と青方が脱退し、後任として元だるま食堂の秋田鋭次郎(Dr)と永川敏郎(Key)が加入。
1979年、後にNOVELAの1st「魅惑劇」に収録される楽曲「少年期〜時の崖」がロッキンfのデモテープコンテストにてグランプリを獲得（その時の準グランプリはKENSOであった）。そのご褒美としてキングレコードからのレコードデビューが決定したが、デビューを待たずして解散。
その後、NOVELAに加入しなかった大久保、引頭、青方によりScheherazade IIが結成されたが短期間で解散している。

### 第1期
前述の通り、Scheherazadeのレコードデビューが決定したが、当時海外では下火で、日本ではまだ黎明期であったジャンルのプログレにキングレコードの上層部は難色を示した。そこで同じく関西の実力派ハード・ロック・バンドで解散したばかりの山水館のメンバーを加えて話題性を出す事をプロデューサーが提案、SCHEHERAZADEから平山、五十嵐、永川、秋田、山水館から高橋ヨシロウ(Ba)と山根基嗣(Gt)のメンバーを選抜してNOVELAを結成、1980年にデビュー。デビューアルバム「魅惑劇」や森園勝敏（四人囃子）がプロデュースした「パラダイス・ロスト」（1981年）を発表するが、当時勃発したヘヴィメタルブームに乗りたかった高橋と山根が秋田を引き連れて脱退、ハードロックバンド・アクションを結成する。

### 第2期
1983年から1984年にかけて、山田ミネコ原作のマンガ「最終戦争伝説」のイメージ・アルバム2枚を発表し、話題となった（山田ミネコも「放浪（たび）」という曲を気に入り、テープがのびるほど繰り返し聴いたというエピソードがある）。しかし成田忍（99.99、4-D MODE1）プロデュースでソロデビューが決定していた五十嵐と、既にGERARDを結成していた永川が脱退し、デビュー当時からのメンバーは平山だけとなる。この頃大久保はSTARLESSを結成、引頭はPAGEANTに参加している。

### 第3期
平山はNOVELAを諦めず、宮本敦(Vo)と岡本優史(Key)を迎える。サウンドの要であったボーカルとキーボードの変化やデジタル楽器の台頭により音楽性の変化の必要性を確信した平山は、ニュー・ウェイヴ（特にハワード・ジョーンズ）からの影響を感じさせる「ブレイン・オブ・バランス」（1985年）と「ワーズ」（1986年）で新境地を見せた。しかし商業的には失敗に終わり、更に自身の力量やバンドの路線変更に難色を示していた宮本が脱退し、解散。

### 解散後〜現在
解散後、平山はソロプロジェクトを発展させ、徳久恵美 （Vo：ex.マグダレーナ）らを迎えてTERU'S SYMPHONIAを結成。永川は1986年にEARTHSHAKERに加入し一旦GERARDを活動停止するが、1989年に活動を再開した。笹井はゲーム音楽の道に進み、藤村幸宏（Gt&Vo：GERARD）らとVIENNAを結成。
1992年、平山、大久保、五十嵐、永川、引頭の5人でScheherazade再結成。アルバム「Scheherazade」、シングル「Fall in Love」を発表。94年にドラムスがSTARLESSの堀江睦男に代わり、以後不動のラインナップとなる。その後2ndアルバムの制作も予定されていたが再び活動休止。
1995年、当時ACTIONで活動中だった高橋の発案で、平山、五十嵐、永川、高橋でNOVELA再結成。年1〜2回のペースでライブ活動を行うようになる。97年にはNOVELAの元メンバーらの在籍するバンドによる企画盤「NOVELA伝説」が発売。第1期NOVELAの未発表曲「気まぐれ天使」、「魅惑劇」収録の「イリュージョン」の新録、Scheherazadeの2ndに収録予定だった「Ever Forever」のTeru'sによるセルフカバーなどが収録された。
2002年、25周年記念でScheherazade再々結成。
2010年、70年代の未発表曲や、2002年に製作され五十嵐久勝2ndソロアルバム「INTACTNESS =序章=」でセルフカバーされた楽曲を再録したScheherazadeの2ndアルバム「All For One」発売。翌年NOVELAなど他バンドの作品として発表された楽曲をセルフカバーした3rdアルバム「THE ORIGINAL~Songs for Scheherazade」発売。
2014年にJapanese Progressive Rock Fes 2014に出演するため五十嵐がNOVELAの再結成を持ちかけたが、永川しか応じず"NOVELA 2014"として参加。現在も進行中。
Scheherazadeは現在も活動中である。2017年9月、全曲平山書き下ろしとなるScheherazadeの4thアルバム「Once More」発表。10月にはレコ発ツアーも行われた。

## バンド名
バンド名NOVELAの由来は、イギリスのプログレッシブ・ロックバンド、ルネッサンス(Renaissance)が1977年に出したアルバム「お伽噺（おとぎばなし）」の原題 Novella である。novella は本来イタリア語で（短編の）物語を意味する。NOVELAの前身となったScheherazade（シェラザード）の名前も、ルネッサンスの1975年のアルバム「シェラザード夜話」(Scheherazade And Other Stories)に由来する。実際、ノヴェラのギタリスト平山照継はルネッサンスに影響を受けたことを語っており、ライブでも「オーシャンジプシー (Ocean Gypsy)」などのルネッサンスの曲を演奏することがあった。ノヴェラの曲「魅惑劇」にも「オーシャンジプシー」を思わせるメロディーが使われている。

## メンバー

### Scheherazade
- 平山照継（ギター、メインソングライター）
- 五十嵐久勝（ボーカル）
- 大久保寿太郎（リーダー、ベース）
- 引頭英明→秋田鋭次郎→引頭英明→堀江睦男（ドラムス）
- 青方均→永川敏郎（キーボード）

### 第1期
- 平山照継（ギター、メインソングライター）
- 五十嵐久勝（ボーカル）
- 山根基嗣（ギター）
- 高橋ヨシロウ（リーダー、ベース、現アクション）
- 秋田鋭次郎（ドラムス）
- 永川敏郎（キーボード）

### 第2期
- 平山照継（リーダー、ギター、メインソングライター）
- 五十嵐久勝（ボーカル）
- 永川敏郎（キーボード、現GERARD）
- 笹井りゅうじ（ベース）
- 西田竜一（ドラムス）

### 第3期
- 平山照継（リーダー、ギター、メインソングライター）
- 笹井りゅうじ（ベース）
- 宮本敦（ボーカル）
- 岡本優史（キーボード）
- 西田竜一（ドラムス）

## ディスコグラフィ

### アルバム
- 「魅惑劇」（1980年3月）
- 「イン・ザ・ナイト」（1980年10月）
- 「パラダイス・ロスト」（1981年12月）
- 「サンクチュアリ」（1983年）
- 「最終戦争伝説」（1983年）
- 「最終戦争伝説 Part2」（1984年）
- 「フロム・ザ・ミスティック・ワールド」（1984年、二枚組ライブアルバム）
- 「ブレイン・オブ・バランス」（1985年）(2002年再発盤はネヴァモア未収録)
- 「ワーズ」（1986年3月、最後のオリジナル・アルバム）
- 「BEST SELECTION '80 -'83」（1986年12月）
- 「Sheherazade」（1992年） Scheherazade
- 「シークレット・テイクス」（1993年）
- 「シンフォニック・ワールド」（1993年）
- 「NOVELA伝説」（1997年）
- 「THE VERY BEST OF NOVELA」（1998年）
- 「NOVELA-ORIGINAL MEMBERS- 〜25th ANNIVERSARY BEST〜」（2005年）
- 「NOVELA〜ORIGINAL MEMBERS〜BEST2」（2006年9月）
- 「All For One」（2010年） Scheherazade
- 「THE ORIGINAL~Songs for Scheherazade」（2011年） Scheherazade
- 「Once More」（2017年） Scheherazade

### ミニ・アルバム
- 「青の肖像」（1981年6月）
- 「シークレット・ラヴ」（1983年）
- 「Unreleased Takes and Limited Edition」（1984年　「メタル・ファンタジー」収録）
- 「ランド・オブ・タイム」（1986年）

### シングル
- 「マジカル・アクション!! c/w アイム・ダンディ」（1980年4月）
- 「ジェラシー c/w 回想のかけら(Edit Version)」（1980年11月）
- 「アルファ・シティ c/w ネヴァモア」（1986年）
- 「Fall In Love」（1992年） Scheherazade

### ボックス・セット
- Novela Box コンプリート スタジオ レコーディングス 1980-1986（1998年）
- NOVELA SPECIAL BOX~director's edition（2013年）

## タイアップ一覧
| 使用年 | 曲名                   | タイアップ                                                        |
| ------ | ---------------------- | ----------------------------------------------------------------- |
| 1980年 | マジカル・アクション!! | 東京12チャンネル 特撮ドラマ『ぼくら野球探偵団』オープニングテーマ |
| 1980年 | アイム・ダンディ       | 東京12チャンネル 特撮ドラマ『ぼくら野球探偵団』エンディングテーマ |

## メディア出演

### テレビドラマ
- ぼくら野球探偵団 第15話（1980年、東京12チャンネル） - ゲスト出演[2]